# گونار اولسون (بازیکن فوتبال)
گونار اولسون (سوئدی: Gunnar Olsson; ۱۹ ژوئیهٔ ۱۹۰۸ – ۲۷ سپتامبر ۱۹۷۴) بازیکن فوتبال در پست مهاجم اهل سوئد بود.

## تیم ملی
وی به همراه تیم ملی فوتبال سوئد به مدال برنز مسابقات فوتبال در بازی‌های المپیک تابستانی ۱۹۲۴ دست پیدا کرده‌است.